# لژیون بین‌المللی دفاع سرزمینی اوکراین
لژیون بین‌المللی دفاع سرزمینی اوکراین (به اوکراینی: Міжнародний легіон територіальної оборони України، آوانگاری: Mizhnarodnyy lehion terytorial'noyi oborony Ukrayiny)((به انگلیسی: International Legion of Territorial Defense of Ukraine) یک واحد نظامی لژیون خارجی داوطلب است که توسط دولت اوکراین و به درخواست رئیس‌جمهور ولودیمیر زلنسکی برای مبارزه در حمله ۲۰۲۲ روسیه به اوکراین ایجاد شده‌است. این یکی از چندین گردان داوطلب اوکراینی است که از سال ۲۰۱۴ تشکیل شده‌است.

## تاریخ
با رهبری رئیس‌جمهور ولودیمیر زلنسکی، این واحد برای پیوستن به دفاع از اوکراین در برابر تهاجم روسیه به اوکراین در سال ۲۰۲۲ ایجاد شد و تشکیل آن در بیانیه‌ای توسط وزیر امور خارجه اوکراین، دیمیترو کولبا، در ۲۷ فوریه ۲۰۲۲، حدود ساعت ۱۱:۰۰ به وقت محلی اعلام شد. کولبا همچنین این فراخوان را در توییتر تبلیغ کرد و از افراد دعوت کرد که برای پیوست به این گردان درخواست دهند. او نوشت: «ما با هم هیتلر را شکست دادیم و پوتین را نیز شکست خواهیم داد.»
کسانی که می‌خواهند به این واحد بپیوندند می‌توانند با وابسته دفاعی سفارت اوکراین در کشور مربوطه خود تماس بگیرند. تلاش برای ایجاد لژیون بین‌المللی دفاع سرزمینی اوکراین شباهت‌هایی به تلاش‌های کیف در طول و پس از جنگ ۲۰۱۴ در دونباس و مداخله نظامی روسیه در اوکراین برای استخدام گردان‌های داوطلب خارجی دارد.